# Aplocera nigrescens
Aplocera nigrescens là một loài bướm đêm trong họ Geometridae.